# Gélaucourt
Gélaucourt é uma comuna francesa na região administrativa de Grande Leste, no departamento de Meurthe-et-Moselle. Estende-se por uma área de 2,26 km². Em 2010 a comuna tinha 64 habitantes (densidade: 28,3 hab./km²).